# Ročov
Městys Ročov (německy Rotschow nebo Rotschau) se nachází v okrese Louny v Ústeckém kraji. Žije v něm 572 obyvatel. Skládá se ze dvou historických obcí Dolní a Horní Ročov a osad Břínkov a Úlovice. Městys je členem zájmového sdružení Mikroregion Lounské podlesí.

## Historie
Nejpozději na začátku 14. století byla v údolí dnešního Dolního Ročova vystavěna tvrz a u ní osada se hřbitovem. Později se stává tvrz a osada majetkem Albrechta z Kolovrat, který roku 1352 získal od císaře Karla IV. povolení vystavět na kopci nad jeho tvrzí plánovitě městečko, dnešní Horní Ročov.
Na konci 14. století vzniká v Dolním Ročově augustiniánský klášter při kostele Nanebevzetí Panny Marie. V 16. století se stávají majiteli obce Lobkovicové a roku 1802 rod Schwarzenberků. Na přelomu 19. a 20. století se stala oblast chmelařským centrem.
Od 10. října 2006 byl obci vrácen status městyse.

## Osobnosti
- Josef Houda (1932–2015), pedagog, botanik a mykolog, znalec přírody Lounska a Podlesí s rozsáhlou publikační činností
- Augustin Charvát (1893–1931), československý voják a stíhací pilot
- Marie Křížová (1832–1988), mykoložka a genealožka
- PhDr. Karel Mareš (*1947), historik, pedagog, čestný občan Loun a Ročova

## Pamětihodnosti
- Klášter Dolní Ročov s klášterním kostelem Nanebevzetí Panny Marie
- Kostel Narození Panny Marie (Ročov)
- Výklenková kaplička svatého Vojtěcha naproti domu čp. 101
- Socha Panny Marie v parku
- Socha svatého Jana Nepomuckého jihovýchodně od Ročova v údolí kláštereckého potoka
- Pivovar – dům čp. 202 nachází se jihozápadní od klášteraa[5]
- Tis v Ročově – památný strom, roste v bývalé zahradě[6]
- Lípa v Ročově – památný strom, stojí na návsi před hostincem[7]
- Lípa u sv. Vojtěcha – památný strom, stojí u kapličky[8]
- Hrušeň u Křížů – památný strom, roste v zahradě usedlosti čp. 108[9]

## Obyvatelstvo
| Městys Ročov | Městys Ročov | Městys Ročov | Městys Ročov | Městys Ročov | Městys Ročov | Městys Ročov | Městys Ročov | Městys Ročov | Městys Ročov | Městys Ročov | Městys Ročov | Městys Ročov | Městys Ročov | Městys Ročov |
| | 1869         | 1880         | 1890         | 1900         | 1910         | 1921         | 1930         | 1950         | 1961         | 1970         | 1980         | 1991         | 2001         | 2011         |
| --- | ------------ | ------------ | ------------ | ------------ | ------------ | ------------ | ------------ | ------------ | ------------ | ------------ | ------------ | ------------ | ------------ | ------------ |
| Obyvatelé | 1 174        | 1 269        | 1 326        | 1 486        | 1 441        | 1 355        | 1 306        | 923          | 793          | 749          | 633          | 568          | 572          | 531          |
| Místní část Ročov |              |              |              |              |              |              |              |              |              |              |              |              |              |              |
| Obyvatelé | 712          | 806          | 869          | 1 022        | 956          | 889          | 857          | 660          | 590          | 563          | 506          | 463          | 486          | 438          |
| Domy | 79           | 101          | 111          | 139          | 147          | 154          | 196          | 201          | 240          | 172          | 165          | 196          | 199          | 207          |
| Tabulka zahrnuje také data z historických částí Horní Ročov a Dolní Ročov. Data z roku 1961 zahrnují i domy z místních částí Břínkov a Úlovice. |              |              |              |              |              |              |              |              |              |              |              |              |              |              |

## Místní části
- Ročov (k. ú. Dolní Ročov a Horní Ročov)
- Břínkov (k. ú. Břínkov)
- Úlovice (k. ú. Úlovice)

## Partnerské obce
- Mildenau, Německo[12]
- Rotschau, Německo[12]

## Galerie

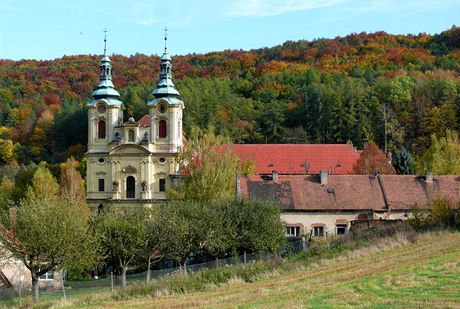
Augustiniánský klášter v Dolním Ročově
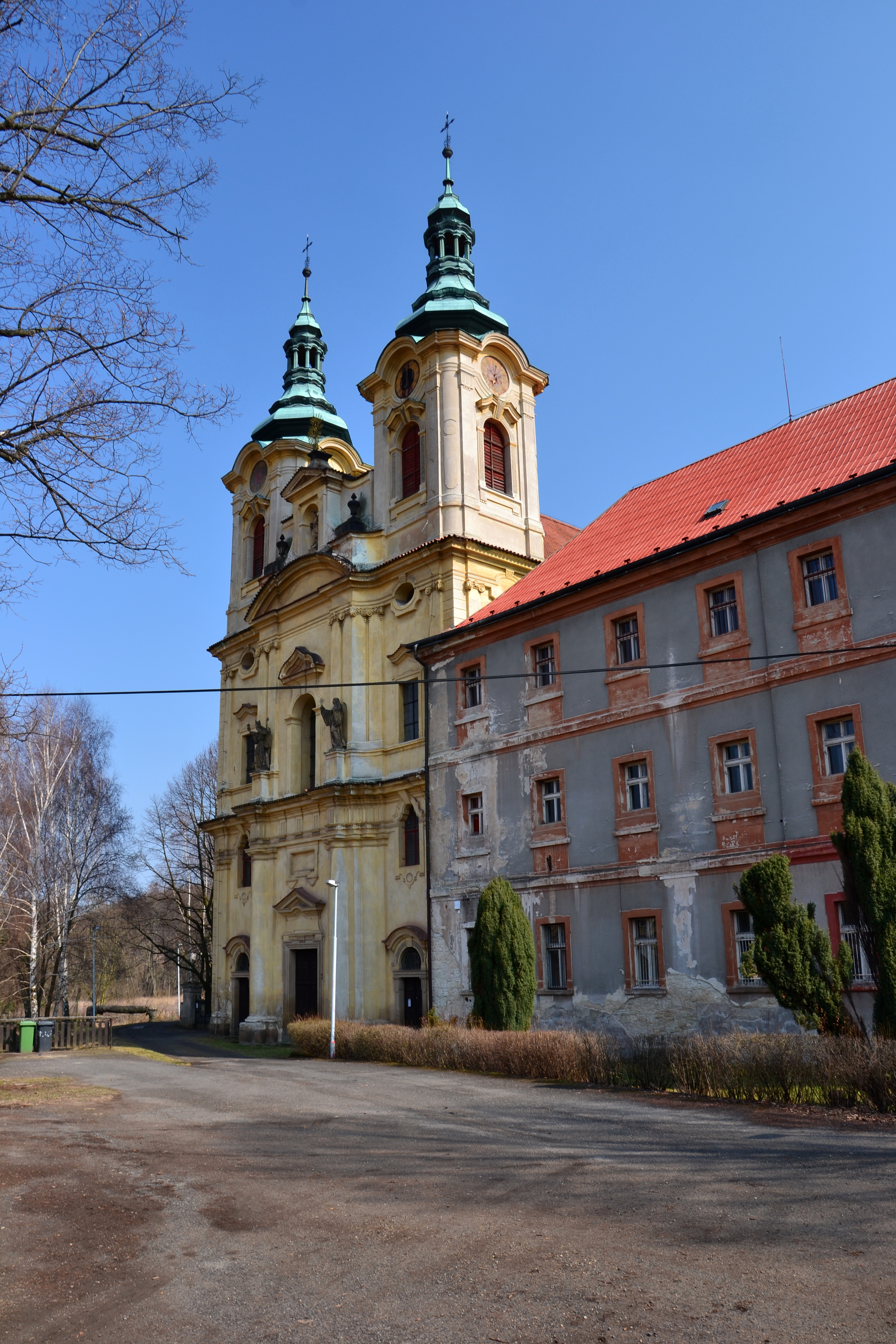
Klášterní kostel Nanebevzetí Panny Marie, dílo K. I. Dienzenhofera
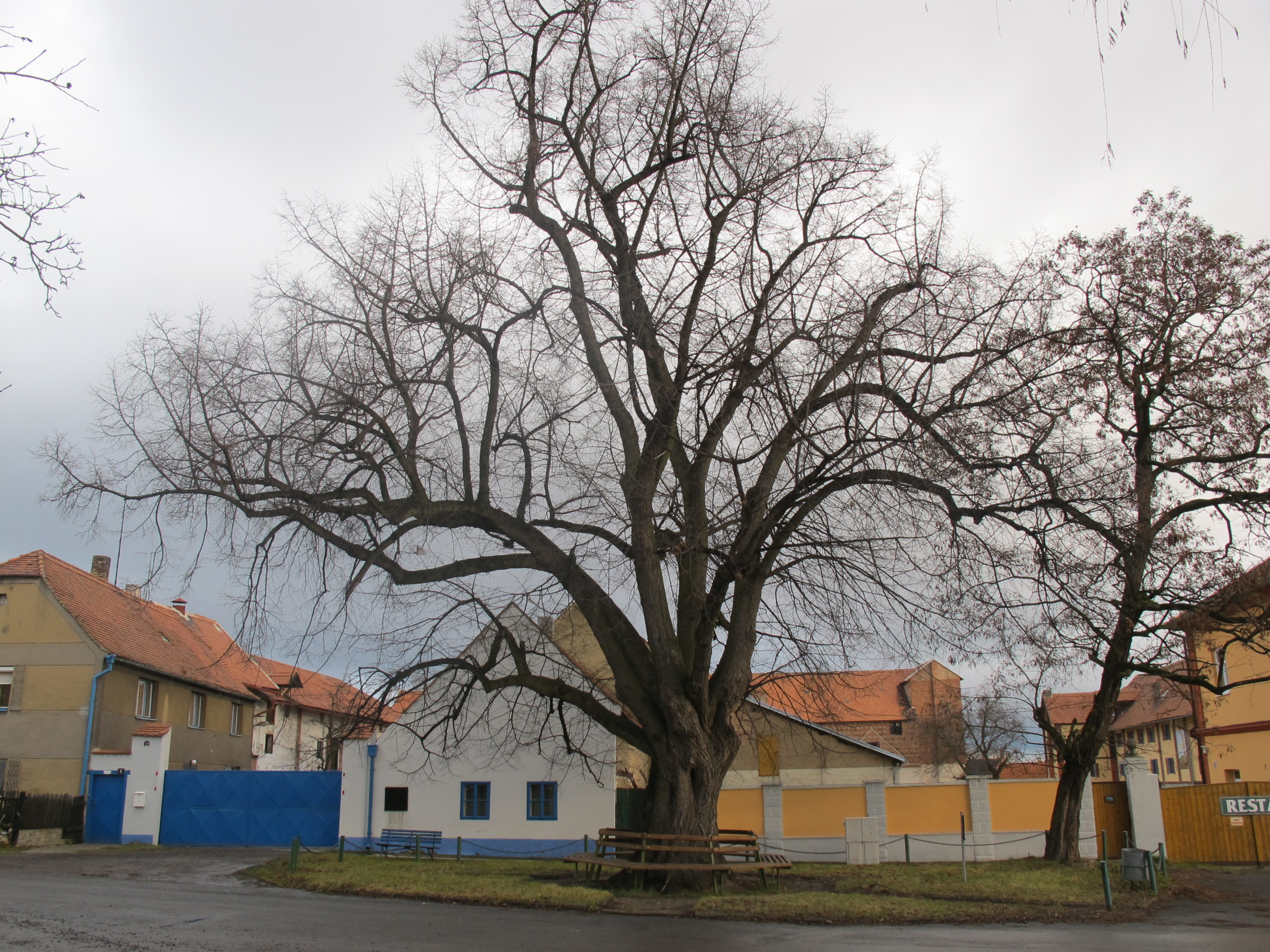
Památná lípa na návsi
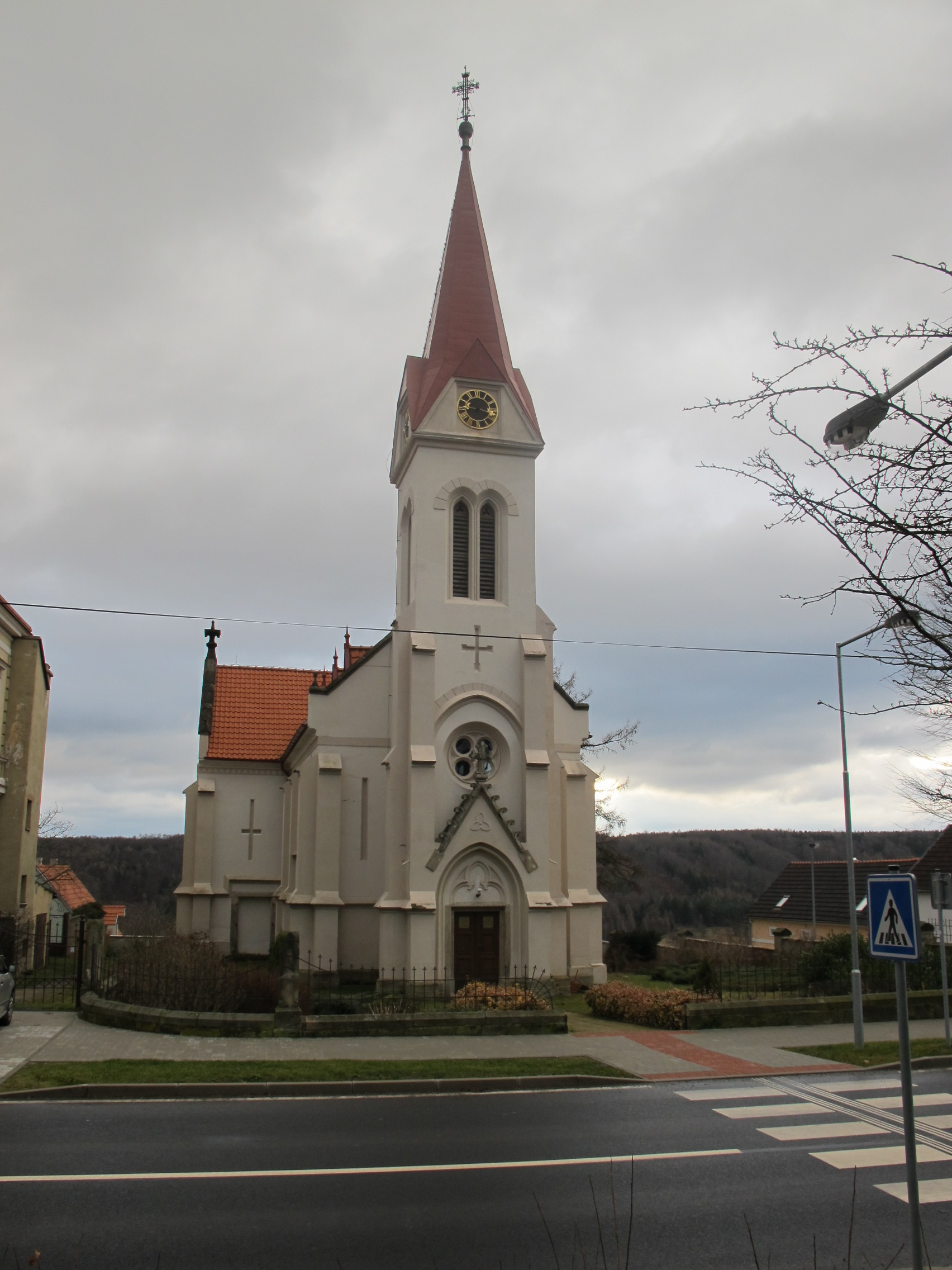
Kostel Narození Panny Marie z 19. století
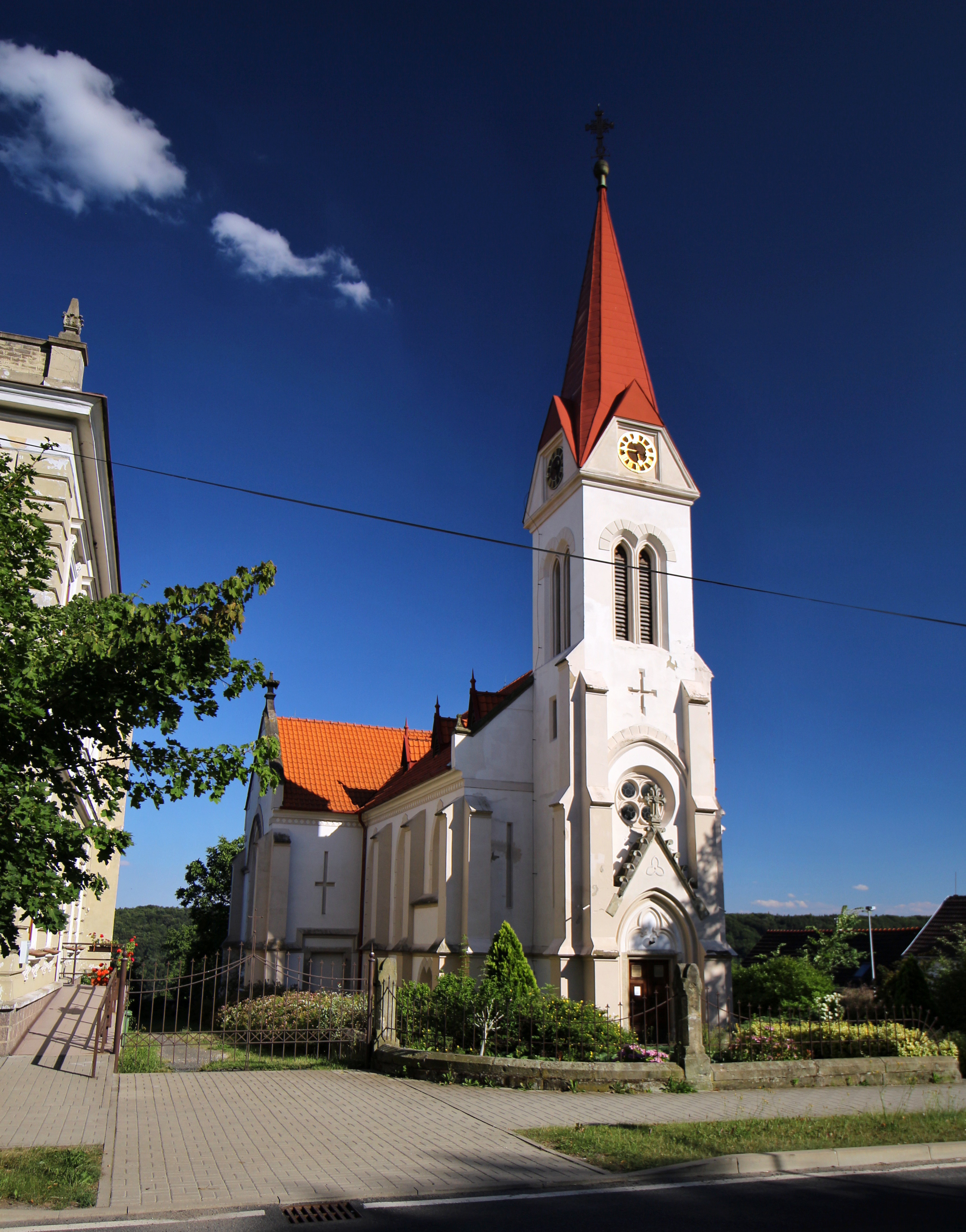
Kostel Narození Panny Marie
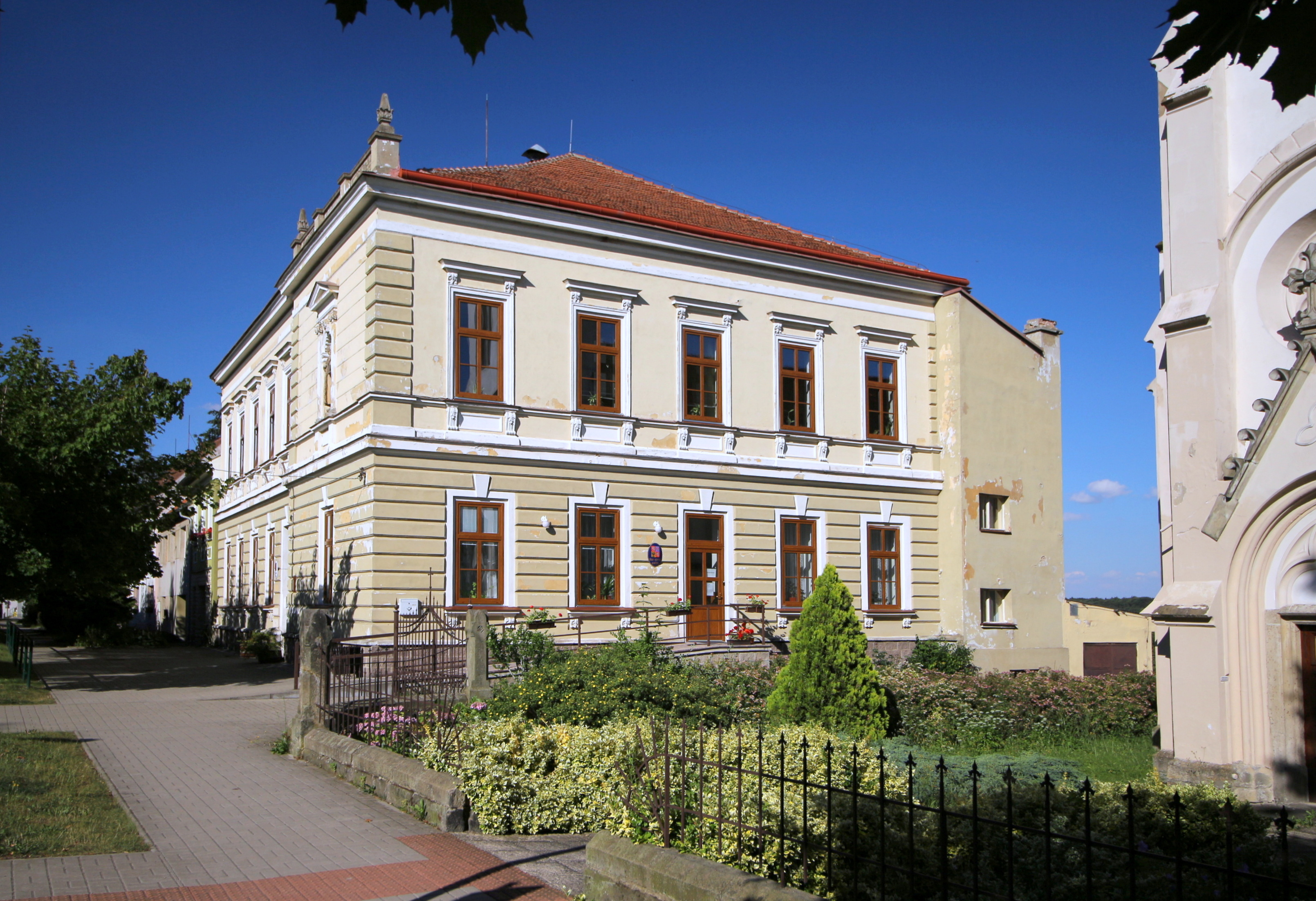
Škola a úřad městyse na náměstí vedle kostela Narození Panny Marie